# Jednoletá rostlina

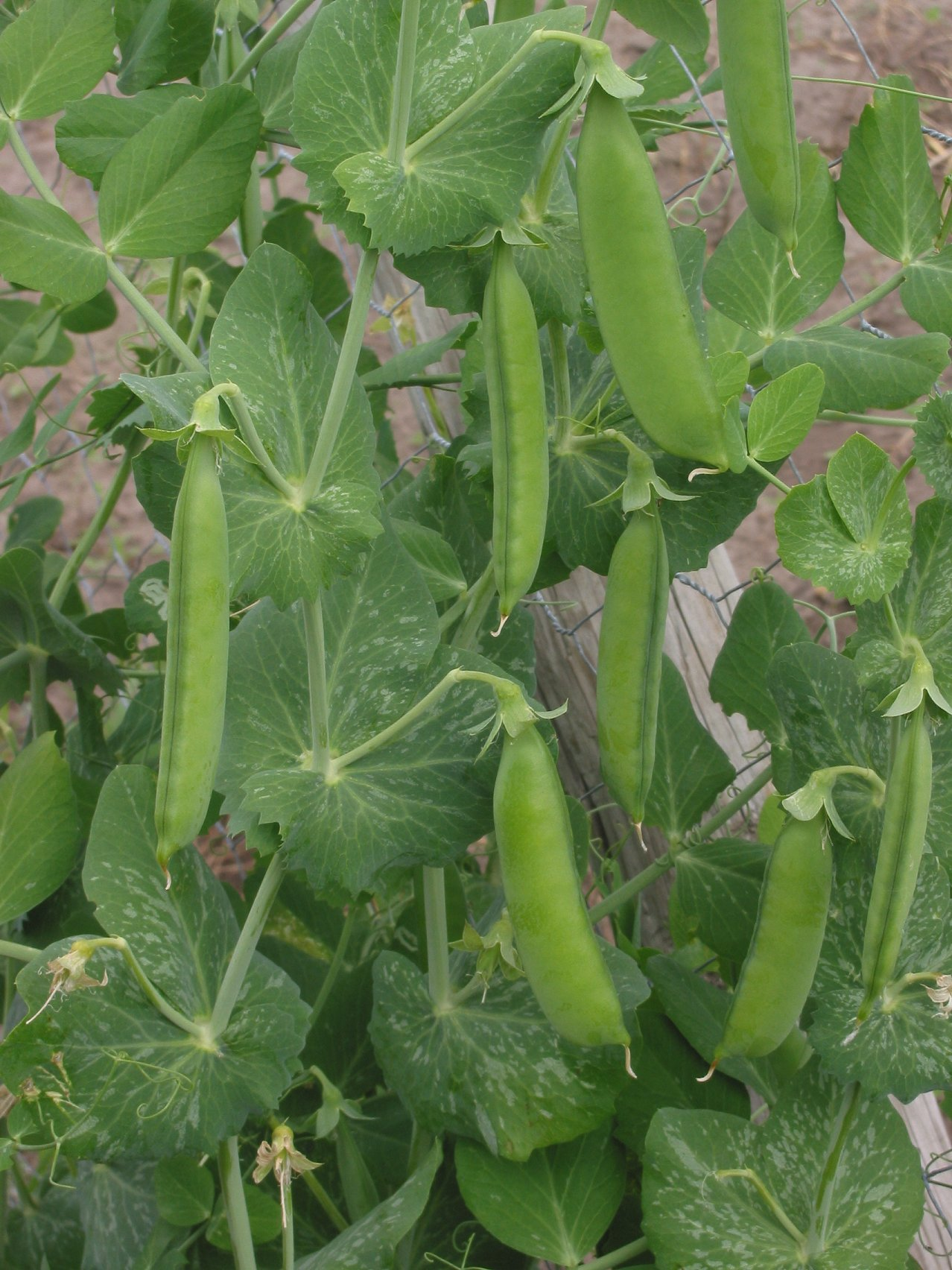
Typickou jednoletkou je hrách

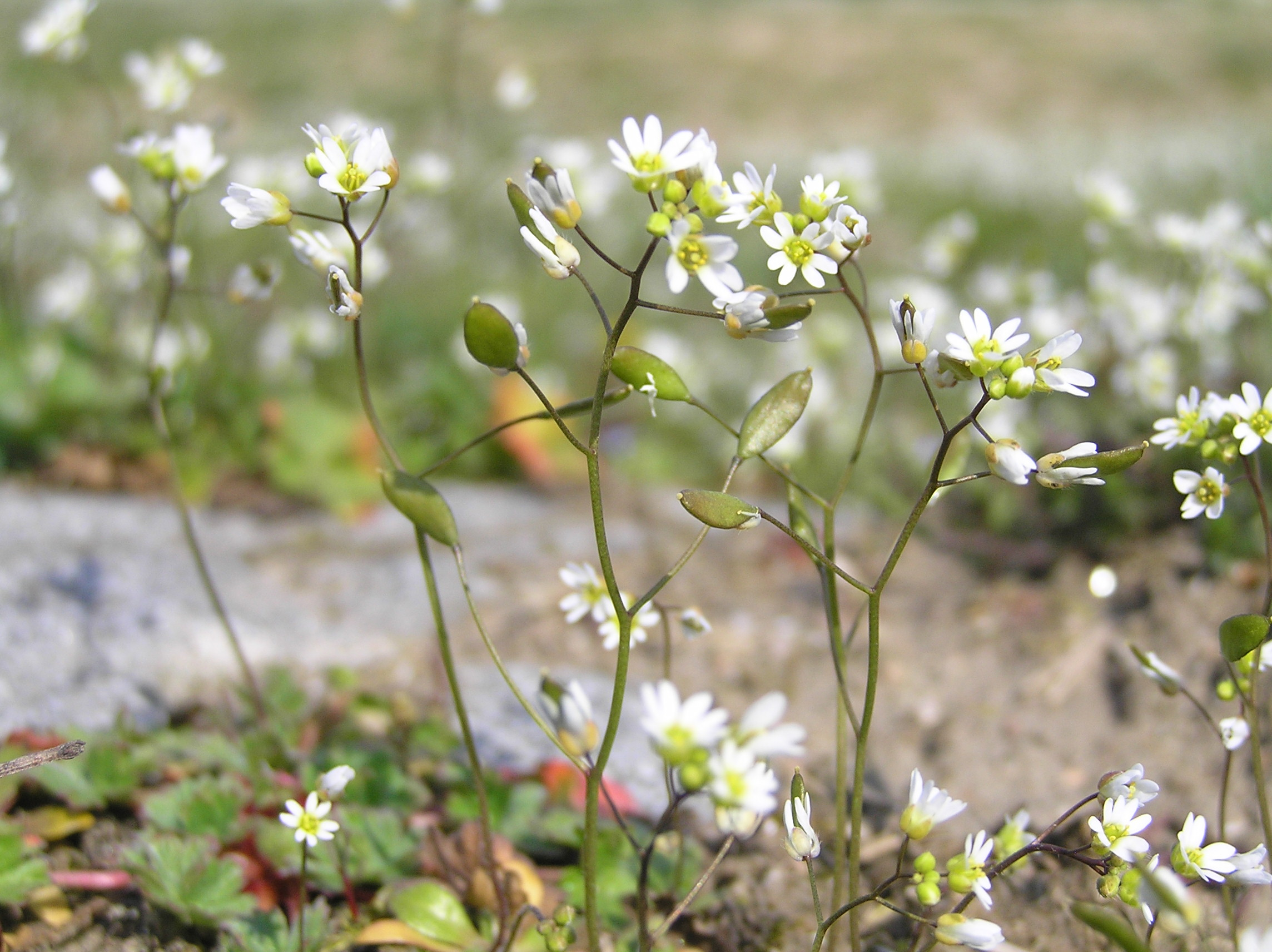
Jednoletou rostlinou s krátkou vegetační dobou je rovněž osívka jarní (Erophila verna)

Jednoletá rostlina (jednoletka) je v botanice druh rostliny, která dospívá, kvete a umírá v jednom roce. Nepříznivé období v zimě přečkávají nejčastěji semena, někdy výtrusy. Někdy jednoletky přežijí do dalšího roku, pokud v daném vegetačním období již nestihnou vyplodit.
V zahradnictví je jednoletka běžně užívaný termín.
Ke známým jednoletým rostlinám patří například některé druhy obilí. K jednoletým rostlinám patří některé efemery, rostliny s velmi krátkou vegetační dobou (například osívka jarní). Z kulturních rostlin k jednoletkám patří balzamína (netýkavka) a ze zemědělských plodin kukuřice setá, salát, vodní meloun či fazol.